# Flughafen Raipur

i7
i11
i13
Der ca. 317 m hoch gelegene Flughafen Raipur (englisch Raipur Airport, auch Swami Vivekananda Airport, IATA-Code: RPR, ICAO-Code: VERP) ist ein nationaler Flughafen ca. 14 km (Fahrtstrecke) südöstlich der Stadt Raipur, der Hauptstadt des Bundesstaats Chhattisgarh im östlichen Zentrum Indiens.

## Geschichte
Der Flughafen wurde im Jahr 2012 in Betrieb genommen. Die ca. 2285 m lange Start- und Landebahn soll auf ca. 3250 m verlängert werden.

## Verbindungen
Verschiedene indische Fluggesellschaften betreiben z. T. mehrmals tägliche Linienflüge nach Delhi, Mumbai, Kalkutta, Lucknow, Ahmedabad, Bangalore und anderen Destinationen.

## Sonstiges
- Betreiber des Flughafens ist die Airports Authority of India.
- Es gibt eine Start-/Landebahn mit 2286 m Länge.